# Tour de Capu di Muru
La Tour de Capu di Muru ou Capo di Muro (en corse : torra di Capu di Muru) est une tour génoise située dans la commune de Coti-Chiavari, dans le département français de la Corse-du-Sud.

## Protection
La tour de Capu di Muru est inscrite monument historique par arrêté du 22 avril 1994. Le poste d'observation, tour génoise de Capu di Muru est repris à l'inventaire général du patrimoine culturel par la collectivité territoriale de Corse.

## Sécurité et accès
Inscrite dans un espace protégé par le Conservatoire du littoral, propriété de la Collectivité de Corse, elle est la tour la mieux conservée. La tour est accessible au public et la plus fréquentée du sud de l'île, grâce à un sentier bien aménagé et entretenu par les gardes du littoral de la Collectivité de Corse.
Le 19 janvier 2022, du fait des intempéries, certainement la foudre, la tour est interdite d'accès au public à la suite d'importants dégâts, avec un risque d'effondrement de sa partie supérieure.

## Galerie

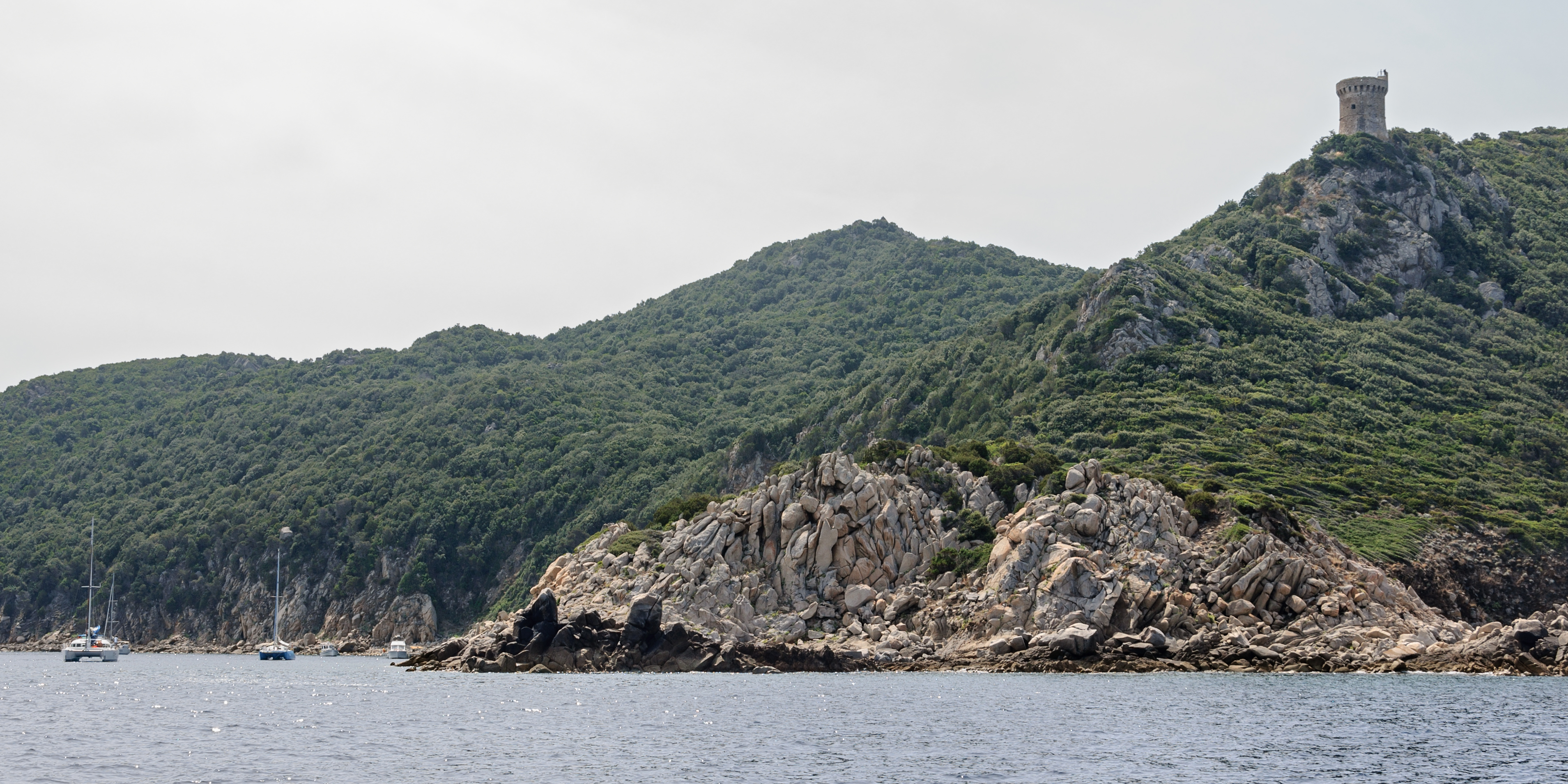
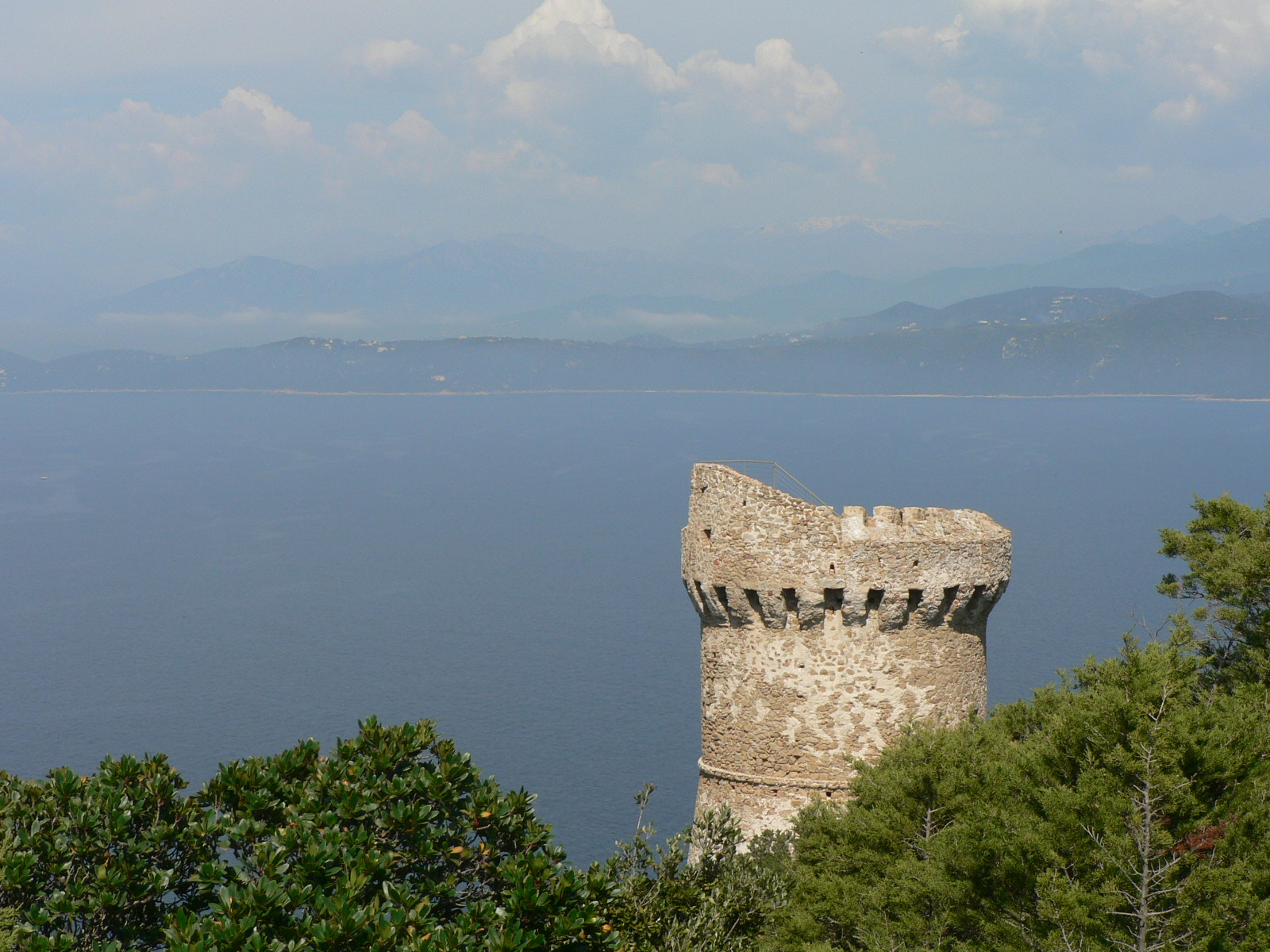
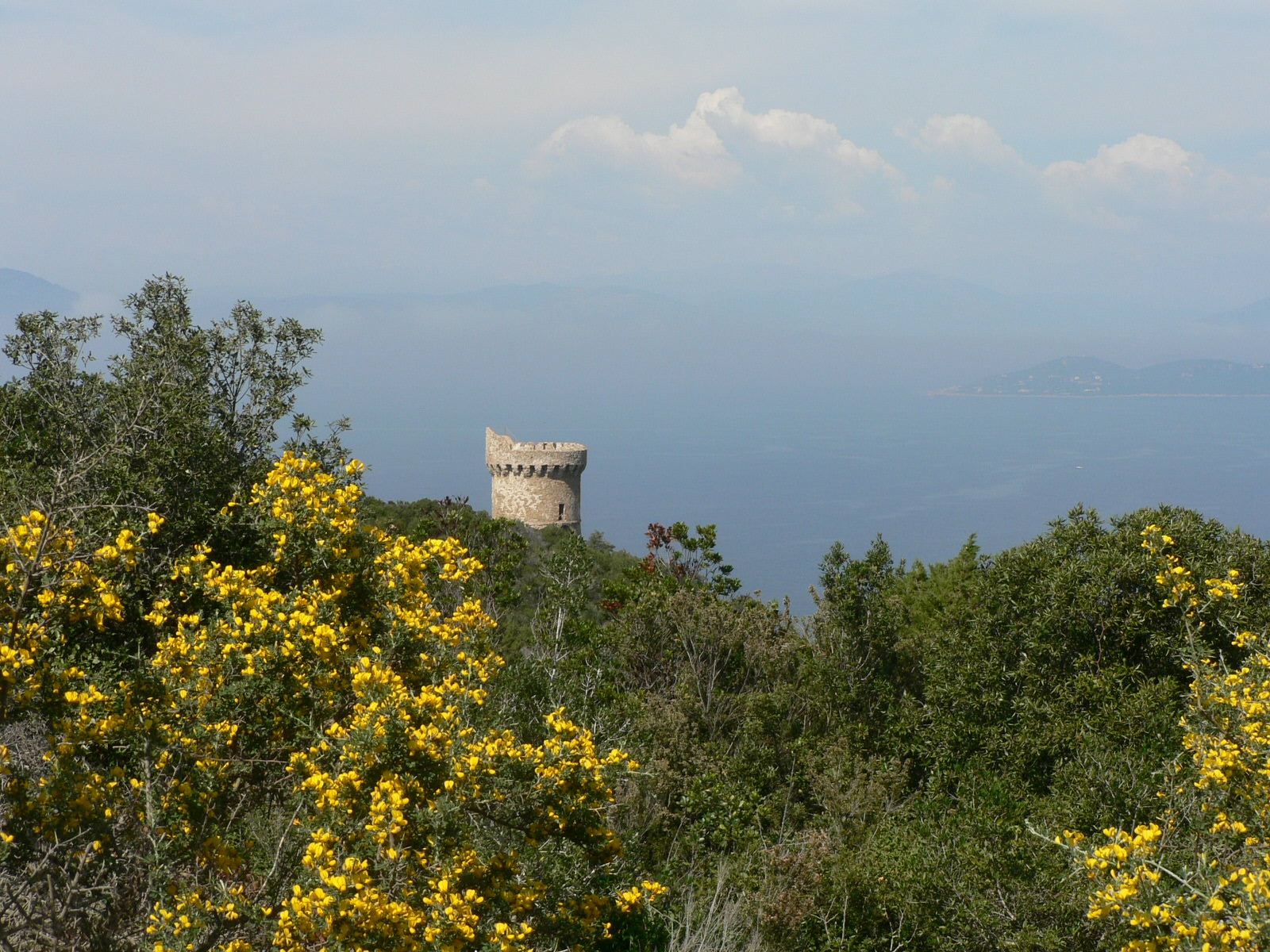